# Hilarimorpha abuta
Hilarimorpha abuta är en tvåvingeart som beskrevs av Webb 1974. Hilarimorpha abuta ingår i släktet Hilarimorpha och familjen Hilarimorphidae.
Artens utbredningsområde är Nebraska. Inga underarter finns listade i Catalogue of Life.